# Арье, Фред
Фред Секо Арье (англ. Fred Seko Aryee; 22 июля 1939, Аккра, Гана) — нигерийский футболист, полузащитник. Участник летних Олимпийских игр 1968 года.

## Биография
Выступал за нигерийский клуб «Стэйшнери Сторс».
В 1968 году главный тренер национальной сборной Нигерии Йожеф Эмбер вызвал Фреда на летние Олимпийские игры в Мехико. В команде он получил 17 номер. В своей группе Нигерия заняла последнее четвёртое место, уступив Бразилии, Японии и Испании. Фред Арье на турнире сыграл всего в одной игре.
В 1969 году сыграл за сборную Нигерии в квалификации на чемпионат мира 1970 в двух матчах против Марокко.